# 周护
周护(583年—657年12月19日)，字善福，华州华阴（陕西华阴县）人，历任唐高宗时期的右武卫、右监门、左武卫、右武侯、左领军、左骁卫大将军，封嘉川郡公。

## 家世
《元和姓纂》“周”一条载：“华阴周氏，状称十代祖周谟（碑为八叶祖思齐），自丹阳随朱龄石入关中，遂居华阴，隋乐州刺史、乐陵公周儒，生周护，唐右卫大将军、洛州长史、嘉川公。生志珪、元珪。周志珪，亳州刺史，周元珪，少府监。生周履顺，冀州刺史。”
- 八代祖：周思齐，从宋武帝刘裕平姚氏于关中，留镇京师。陷于赫连勃勃，因而仕魏，家于华州。
- 曾祖：周仰，后魏广平郡守、度辽将军。从魏孝武帝入关中，仍为西雍州刺史。
- 祖父：周庆，北周开府仪同三司、许州司马、上蔡县公
- 父亲：周儒，隋仪同三司、〇〇四骠骑将军、渠州刺史、金紫光禄大夫、乐陵郡开国公

## 历任官职
- 在隋朝时，起家为左亲侍。
- 从隋炀帝征讨高句丽，授朝散大夫，任左御卫鹰扬郎将。
- 618年，李渊兵进长安，周护授正议大夫、行军总管，攻克长安后，授银青光禄大夫，入秦王府任右统军。
- 武德二年（619年），转任右一府护军，战薛举，加授柱国。
- 武德四年（621年），授上柱国、内马军总管，参与平定刘武周、王世充、窦建德等各方军阀，封嘉川县开国侯，不久进爵为开国公。
- 武德九年（626年），唐太宗即位，迁左千牛将军。出为黎州刺史（在今四川省广元市）。历任黔、〇二府都督。
- 貞觀十几年，为右武卫大将军。
- 贞观二十一年（647年），兼任洛阳留守。
- 贞观二十二年（648年），转任右监门大将军。
- 永徽二年（651年），授左武卫大将军。
- 永徽三年（652年），转右武侯大将军，检校洛州刺史。
- 永徽四年（653年），徙左领军大将军。又特令检校东宫左右厢宿卫兵事。
- 永徽六年（655年），任左骁卫大将军，进封嘉川郡公，食邑二千户。
- 显庆二年（657年），随唐高宗前往洛阳，上表请求致仕，被批准，以镇军大将军衔退休。同年十一月九日（657年12月19日）去世，年七十五。

## 周护碑
周护碑，立于唐高宗显庆三年（658年）。原存于陕西醴泉县烟霞乡西二村东北约500米处周护墓前，1975年移入昭陵博物馆。碑身首高3.41米，下宽1.11米，厚37厘米。碑额篆书，题“大唐故辅国上柱国襄公之碑”十五字。许敬宗撰文，王行满正书，共32行，满行84字。1964年发现，1974年出土。从出土情况看，当在倒扑时从中间断裂。但断裂处还未错开，碑面向南侧卧土中。原先右侧露出地面时间较长，被风雨剥蚀与遭受敲击而残损。其余的一大半，字迹如新刻。碑首六螭和左侧减底蔓草花饰，保存比较完好。

大唐故辅国大将军荆州都督上柱国嘉川襄公周君碑文并序

侍中太子宾客弘文馆学士监修国史上柱国高阳郡开国公许敬宗撰

门下录事王行满书

　　盖闻有道可尊，二八光于帝载；有功可大，四七构于皇业。建国者由之以成务，兴化者凭之以入神。是故元首末肱，事符一体，补天立极，咸资十乱。若乃智协昌运，经著经纶，推毂远图，驭日车而轥阊阖；披榛霸邸，张乾宇而纽星辰。内总五兵，外兼四岳，跨前修于绝代者，其在嘉川公乎！公讳护，字善福，其先汝南人也。昔炎行中圮，随运济江。八叶祖思齐，从宋高帝平姚氏于关中，留镇京师。陷于赫连勃勃，因而仕魏，家于华州。缅惟西伯配天，掩荒岐而纪号；北军绾玺，遂安刘而著勣。丘园不拔，变体大易之贞；仁孝兼弘，磐履先王之躅。或有移书介子，〇禁火而销讹；讬好老生，传清净而敦俗。由兹以降，擅汝颖之多奇；代袭英贤，为中州之贯族矣。曾祖仰，后魏广平郡守、度辽将军。从武帝入关，仍为西雍州刺史。时逢运缺，情笃岁寒。巨猾蛇吞，追皇舆而纵镝；〇位鹿走，执戎羁而拥树。翊扶天驷，幸达神皋。鼎祚少延，繄君致力。祖庆，周开府仪同三司、许州司马、上蔡县公。茂功华胄，家承宠禄，忠臣遗烈，门济英猷。赞务匹海沂之康，开国协龟蒙之祉。父儒，隋仪同三司、〇〇四骠骑将军、渠州刺史、金紫光禄大夫、乐陵郡开国公。府临沙漠，牙列从骠之侯；州带星桥，俗咏中和之乐。既而道光遗白，训阐近朱。义方所渐，知高门之可验；闻礼有徵，信后大之无忒。公擢英芳御，发濬灵源。由琬琰〇丽昆峰，〇珠玑之耀清汉。克岐自绮，不弄在髫。控竹为军阵之娱，怀橘作爰书之戏。机神迥秀，风韵早奇。州党兢称，声望俄远。离经辩志，凌蹂佩彘之曹；习艺取睽，含孕吟猿之技。论兵则千里制胜，学剑则万人非抑。前瞻寇、耿，每用自方；远鉴崔、庞，谓为无愧。交则一时雄杰，谈必四海名流。负佐命之才，怀济时之略。睹麟初泣，悲丧乱之方始；闻鸡且舞，喜风云之可期。故知伊、吕降生，非夏殷之器；关、许载育，寔汉魏之资。兆发冥符，诚不虚矣。仕隋起家为左亲侍，仍迁大督。炀帝亲董戎律，问罪辽东，公执戟前驱，邀功海北。授朝散大夫，除左御卫鹰扬郎将。既乃大盗群飞，中原瓦解，丘墟遍于宇宙，黎庶尽于兵荒。清警南巡，同苍梧之有去；宸居北旷，类永嘉之乏主。非唯上玄革命之日，实亦群英择木之秋。俄而圣历龙兴，神兵电发。有次河曲，将定关中。公赴八百之期，膺三杰之运。杖策而谒天子，借箸以筭诸侯。一见龙颜，即同鱼水。蒙授正议大夫、行军总管。即从戎麾，先开右地；亲当矢石，首定京都。牧野既清，隆周之命斯集；咸阳先据，大汉之业斯成。上宣天地之功、下预山河之誓。方之自昔，莫之与京，转授银青光禄大夫。太宗光启代藩，肇开莫府，文武寮属，妙选贤能，擢公为右统军。武德二年，又转右一府护军。于时薛举久跨汧陇，屡窥畿甸，兵逾齐万，气盛隗嚣。再从元戎，频破凶丑，加授柱国。四年，刘武周北引荤戎，南侵汾晋。既袭韩王之寇，方挻代相之祸。复从讨平，用静氛祲，转授上柱国、内马军总管。王充负固嵩洛，拥甲周韩，结援江淮，连纵赵魏。既擅董卓之威，方肆王弥之毒。蓄徒养锐，有志扣关。诏元帅秦王亲致天罚。窦建德以辅车叶契，唇齿共忧。乃罄三晋之兵，越九河之险。凶逾僭石，众等伪燕。将解金墉之围，忽至城皋之口。公翊从干戈，东西奋击，神谋一运，妖寇两擒。大略之勋，允归英勇，封嘉川县开国侯，寻进为公，加位三品，以彰殊绩。九年，太宗御极，迁左千牛将军。栏锜职修，宣条是寄，出为黎州刺史。历徙黔、〇二府都督。遗爱在甿，去思彰股肱之郡；清风成颂，来暮结巴渝之讴。十〇年，又为右武卫大将军。廿一年，奉敕于洛阳留守。廿二年，转右监门大将军。永徽二年，授左武卫大将军。三年，转右武侯大将军。其年，奉敕：“周护职望优隆，体局详正。久参八校，端肃可嘉。兼牧三州，情寄斯在，可检校洛州刺史。”四年，徙左领军大将军。又特令检校东宫左右厢宿卫兵事。公拥旄藩翰，冠王、赵之能。巡卫禁闱，彰辛、李之效。是用风徽允洽，眷遇斯隆。六年，降诏曰：“周室命官，膺爪牙者方、邵；汉朝启运，预心腹者良、平。命卿之望攸归，御侮之寄斯属。左领军大将军护，体用沉远，操履贞正。效宣出内，绩著艰虞。可左骁卫大将军，进封嘉川郡公，食邑二千户。”显庆二年，銮驾东幸。公侍卫辇跸，并翊从储闱。通籍两宫，远届瀍洛。以年登谢〇，礼及悬车，乃抗疏辞荣，用全止足。诏曰：“冯异崇让，功披荆棘；田豫知止，情安钟漏。前史称其高致，昔贤以为美谈。左骁卫大将军周护，〇〇强确，体局沉整。府朝初建，早蒙驱策。勤表艰虞，诚著始终。亟剖符于万里，屡〇〇〇〇〇。礼及悬车，表求致仕，宜加优秩，遂其雅怀，进位镇军大将军，禄赐等并同京官职事给，仍朔望朝参。”于是栖闲素里，养性虚室。释荣利于人间，任逍遥于物外。散黄金而命赏，览玄经而纵心。细柳甘棠，未〇风云之〇；〇〇〇〇，〇掩桑榆之晖。以其年十一月九日遘疾，薨于私第。春秋七十有五。圣情轸悼，数日辍朝。丧事所须，并令官给。兼赐东园秘器，吊〇殊伦。惟旧思贤，又加追赠。诏曰：“畴庸念旧，有〇通规；追荣饰终，（缺六字，又空二格）淳厚，幹〇〇〇。委质霸府，夙属勤诚。入典禁〇，〇〇〇〇。〇〇〇外，咸著声绩。奄从化往，有悼于怀。可赠辅国大将军、荆州都督。赙绢布七百段、米粟七百石。葬事所须，并令官给，（下缺十四字）方监护丧事。以显庆三年岁次戊午四月癸丑朔九日辛酉陪葬昭陵。既而〇名（缺十九字）山〇〇〇府，纳海量于（缺十九字）之外，盖〇自矣。然蒙轮扛鼎之材，〇绝彼人。类戢鵾鹏之翼，历昏季之朝，韬管乐之光，佇会昌之远。及义旗兵起，〇〇〇以若归；〇业肇基，（下缺八字）契〇草昧〇著（下缺六字）五臣（下缺八字）作镇，望四岳以临藩；疏社锡珪，跨五候而建国。宣威禁旅，必以忠信寔称。敷政王畿，屡以循良见赏。方图金契，像〇云台。岂直一代〇臣〇〇〇〇良将（下缺二十字）之〇〇〇〇〇祖〇有期。方筑祁连之山，宜旌兰菊之美。〇凭实录，勒此丰碑。其词曰：

王猷蕴祉，帝绪传昌。玉原〇〇，宝业〇〇。匡吴定主，〇〇〇〇。英谟王〇，〇〇〇〇。〇〇〇〇，〇〇凌〇。〇〇不坠，厚胤〇光。〇矣〇乎，（下缺三十二字）复〇征〇。化清汉表，〇〇〇〇。龙〇〇仙，掌〇披〇苞（下缺）